# Convention de Naples
Les Conventions de Naples concernent la coopération des douanes au niveau européen.

## La Convention de Naples du 7 septembre 1967
La Convention de Naples pour l'assistance mutuelle entre les administrations douanières respectives a été signée à Rome le 7 septembre 1967. La France est partie à cette Convention.
Pour un exemple où la Convention a été utilisée par les autorités françaises, voir l'arrêt de la Chambre criminelle du 20 décembre 2006 pourvoi n°05-87639. En l'espèce, le requérant contestait l'applicabilité de la Convention de Naples à une demande d'enquête pour établir l'existence d'une fraude aux subventions communautaires établie grâce à la coopération entre les autorités douanières françaises et anglaises.

## La Convention "Naples 2" du 18 décembre 1997
Une convention du Conseil de l'Union européenne a été adoptée à Bruxelles le 18 décembre 1997 appelée "Convention Naples 2" sur la base de l'article K. 3 du Traité sur l'Union européenne. Les nouveaux États adhérant à l'Union européenne peuvent ratifier la Convention. Le 6 décembre 2007, la Bulgarie et la Roumanie ont adhéré à cette Convention. 
Un rapport explicatif relatif à cette Convention a été publié.
L'état des ratifications de la Convention par les États est disponible ici : 
Cette convention régit les échanges d'information, les équipes d'enquête, l'envoi d'agents de liaison et les modalités des demandes de mesures ou de renseignements entre une autorité douanière européenne requérante et une autorité douanière requise.
Le texte de cette Convention peut être consulté ici : .
La Convention entrera en vigueur lorsque le dernier État membre de l'Union européenne aura déposé son instrument de ratification, les États peuvent faire une déclaration suivant laquelle la Convention s'applique immédiatement dans leurs rapports avec les États ayant fait la même déclaration. La Convention de 1967 continue à s'appliquer dans les rapports entre les États qui y sont partie, qui ont adhéré à la Convention Naples 2 et qui n'ont pas fait cette déclaration.